# MVP Finałów ACB
MVP Finałów ACB – nagroda przyznawana corocznie przez hiszpańską ligę koszykówki ACB (hiszp. La Asociación de Clubes de Baloncesto) najbardziej wartościowemu zawodnikowi finałów ligi, od sezonu 1990/1991. 
Od momentu stworzenia nagrody tylko trzech zawodników w historii otrzymało ją więcej niż raz: Juan Carlos Navarro (trzykrotnie), Arvydas Sabonis (dwukrotnie), Felipe Reyes (dwukrotnie). Zazwyczaj nagrodę otrzymuje zawodnik drużyny, która sięgnęła po mistrzostwo kraju, w oparciu o najwyższy wskaźnik – Performance Index Rating serii finałowej.

## Zwycięzcy rok po roku

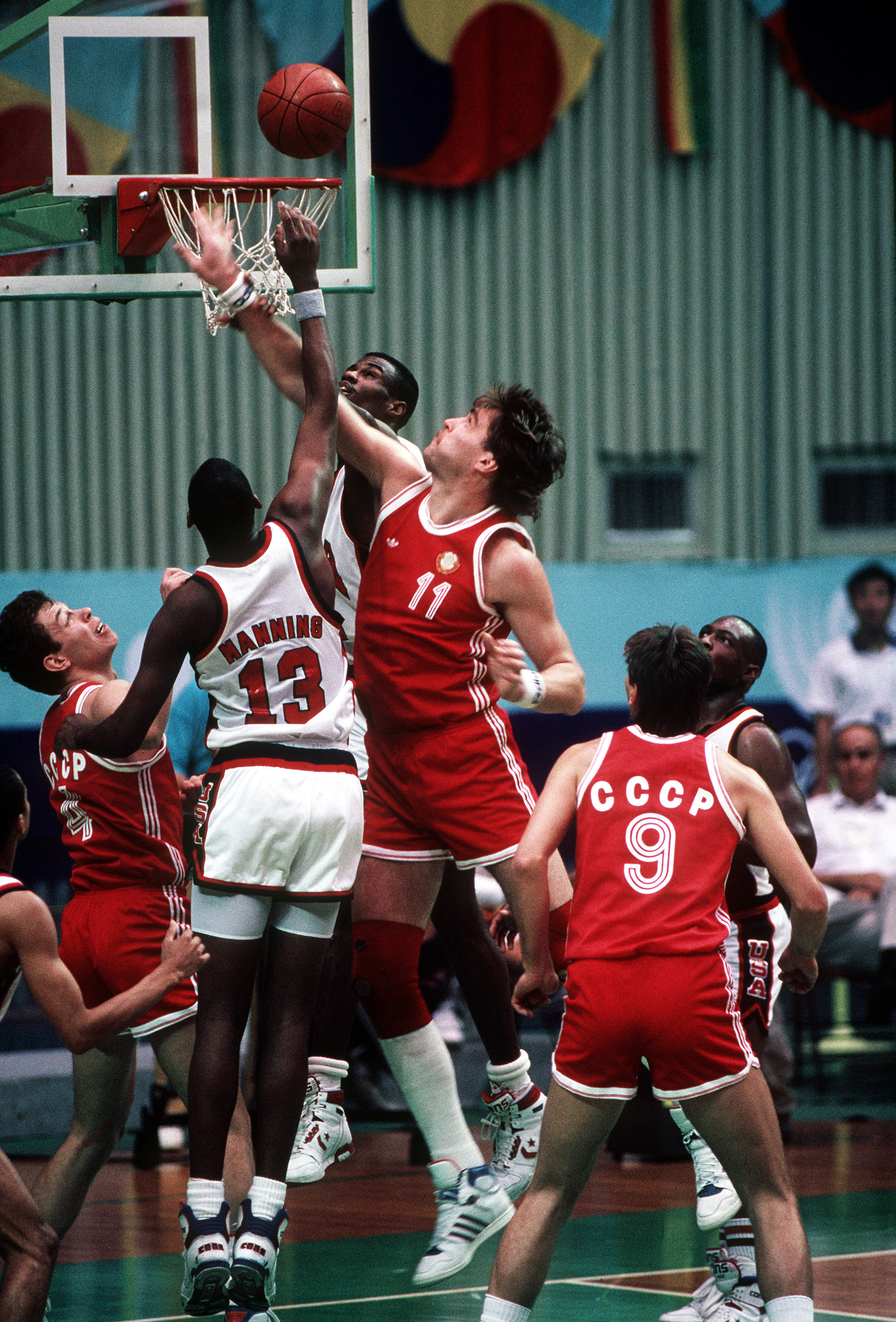
Arvydas Sabonis (#11) dwukrotny laureat nagrody (1993, 1994).

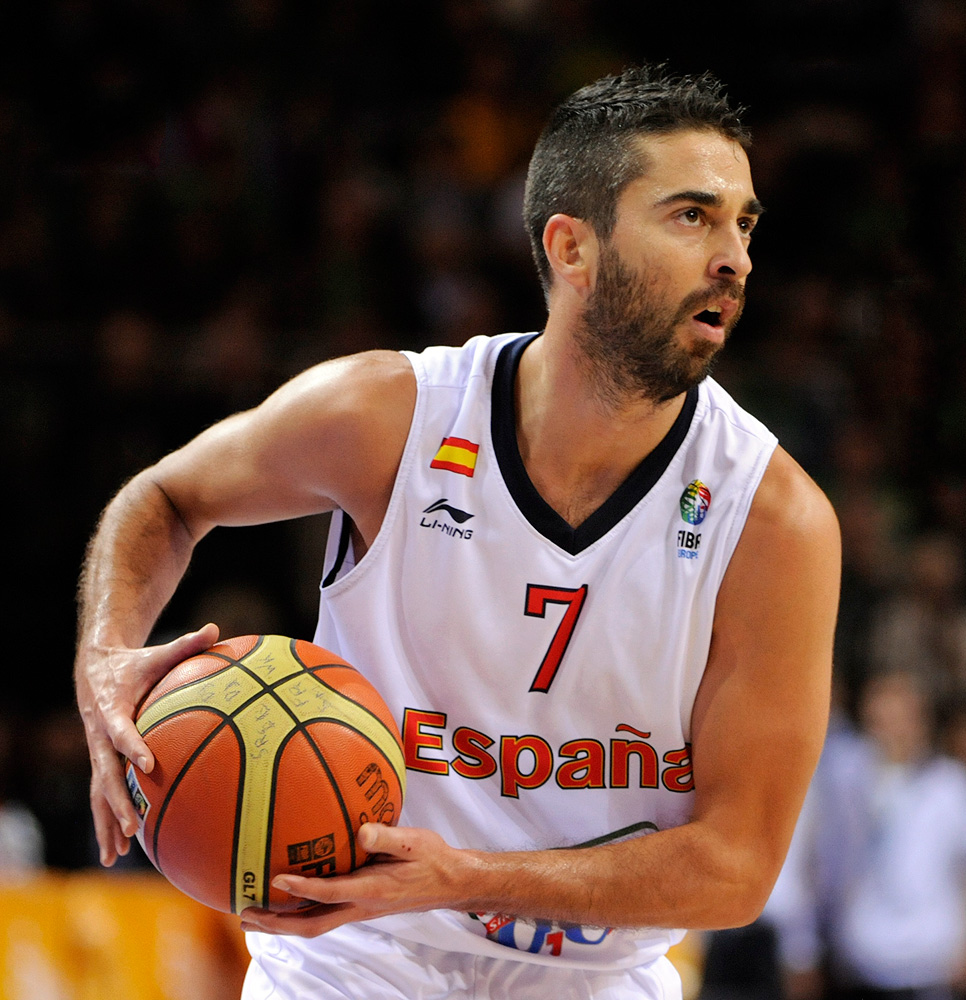
Juan Carlos Navarro trzykrotnie wyróżniony tytułem MVP finałów (2009, 2011, 2014).

| Sezon   | Zawodnik                 | Zespół                           |
| ------- | ------------------------ | -------------------------------- |
| 1990–91 | Corny Thompson           | Montigalá Joventut               |
| 1991–92 | Mike Smith               | Montigalá Joventut (2×)          |
| 1992–93 | Arvydas Sabonis          | Real Madryt Teka                 |
| 1993–94 | Arvydas Sabonis (2×)     | Real Madryt Teka (2×)            |
| 1994–95 | Michael Ansley           | Unicaja                          |
| 1995–96 | Xavi Fernández           | FC Barcelona Banca Catalana      |
| 1996–97 | Roberto Dueñas           | FC Barcelona Banca Catalana (2×) |
| 1997–98 | Joan Creus               | TDK Manresa                      |
| 1998–99 | Derrick Alston           | FC Barcelona (3×)                |
| 1999–00 | Alberto Angulo           | Real Madryt Teka (3×)            |
| 2000–01 | Pau Gasol                | FC Barcelona (4×)                |
| 2001–02 | Elmer Bennett            | TAU Cerámica                     |
| 2002–03 | Šarūnas Jasikevičius     | FC Barcelona (5×)                |
| 2003–04 | Dejan Bodiroga           | FC Barcelona (6×)                |
| 2004–05 | Louis Bullock            | Real Madryt (4×)                 |
| 2005–06 | Jorge Garbajosa          | Unicaja (2×)                     |
| 2006–07 | Felipe Reyes             | Real Madryt (5×)                 |
| 2007–08 | Pete Mickeal             | TAU Cerámica (2×)                |
| 2008–09 | Juan Carlos Navarro      | Regal FC Barcelona (7×)          |
| 2009–10 | Tiago Splitter           | Caja Laboral Baskonia (3×)       |
| 2010–11 | Juan Carlos Navarro (2×) | Regal FC Barcelona (8×)          |
| 2011–12 | Erazem Lorbek            | FC Barcelona Regal (9×)          |
| 2012–13 | Felipe Reyes (2×)        | Real Madryt (6×)                 |
| 2013–14 | Juan Carlos Navarro (3×) | FC Barcelona (10×)               |
| 2014–15 | Sergio Llull             | Real Madryt (7×)                 |
| 2015–16 | Sergio Llull (2×)        | Real Madryt (8×)                 |
| 2016–17 | Bojan Dubljević          | Walencja Basket                  |
| 2017–18 | Rudy Fernández           | Real Madryt (9×)                 |
| 2018–19 | Facundo Campazzo         | Real Madryt (10×)                |